# Maria Angela Astorch
Maria Angela (al secolo Jerónima María) Astorch (Barcellona, 1º settembre 1592 – Murcia, 2 dicembre 1665) è stata una religiosa spagnola, fondatrice e badessa dei monasteri delle clarisse cappuccine di Saragozza prima e poi di Murcia. È stata beatificata da papa Giovanni Paolo II nel 1982.
Il suo elogio si legge nel Martirologio romano al 2 dicembre.